# Iunia Claudilla
Iunia Claudilla (auch Iunia Claudia; † um 37 n. Chr.) war die erste Gattin des späteren römischen Kaisers Caligula.
Iunia Claudilla entstammte dem römischen Plebejergeschlecht der Iunii Silani und war die Tochter des Suffektkonsuls von 15 n. Chr., Marcus Iunius Silanus. Ihre von Kaiser Tiberius ausgerichtete Hochzeit mit dem 21-jährigen Caligula fand 33 n. Chr. in Antium statt. Sie wurde nicht, wie der Historiker Cassius Dio behauptet, von ihrem Gemahl verstoßen, sondern überlebte ihre erste Schwangerschaft nicht. Ihr Tod dürfte auf etwa 37 n. Chr. zu datieren sein. In diesem Jahr bestieg Caligula den Kaiserthron und heiratete als nächste Gattin Livia Orestilla.